# Purfleet
Purfleet-on-Thames, dawniej Purfleet – miejscowość w Anglii, w hrabstwie ceremonialnym Essex, w dystrykcie (unitary authority) Thurrock. Leży na północnym brzegu Tamizy, 34 km na południowy zachód od miasta Chelmsford i 26 km na wschód od Londynu.